# Apogonia oviformis
Apogonia oviformis är en skalbaggsart som beskrevs av Kobayashi 2010. Apogonia oviformis ingår i släktet Apogonia och familjen Melolonthidae. Inga underarter finns listade i Catalogue of Life.